# 竹内麻衣
竹内麻衣（たけうち まい、2001年5月17日 - ）は、日本のモデルである。
大阪府出身。株式会社アイランドプロモーション所属。

## 経歴
2004年
- モデル事務所「株式会社アイランドプロモーション」にスカウトされ、モデル契約する。

2010年
- 6月26日、アメーバブログにて、オフィシャルブログ☆まい姫Happyブログ☆を開設し、スタート。

## 人物
- 1人っ子。
- 本人の言う長所は『立ち直りが早い』。
- 短所は『ドジでおっちょこちょい』。
- 人見知りで、学校で新しいクラスになった最初の方は、休み時間になると1人で本を読んでいる事がある。
- 大阪商工会議所の大阪検定のポスターで一緒に載っていた石切のキャラクター、いしきりんが大好きで、街で出会うと毎回写真を撮ってブログに載せているほど。
- 好きなアーティストは、嵐、Kis-My-Ft2、AKB48、NMB48、KARA、少女時代、SUPER JUNIOR、Shinee。
  - AKB48に関しては、ブログを始めた頃は板野友美を推しメンと言っていたが、2011年の総選挙、『AKB48 22ndシングル選抜総選挙「今年もガチです」』では指原莉乃に投票した。『AKB48 27thシングル選抜総選挙』では投票するメンバーを最後まで迷ってしまい、投票出来なかった。
  - SUPER JUNIORに関してはファンクラブに入っている。
- 好きな動物は猫で、家で6匹飼っている。
- 好きな色は、パステルカラー。
- 好きな食べ物は、鮪、帆立、アイス、アップルパイ。

## 出演
- 髙島屋 広告
- 西松屋 広告
- 森都OSAKA マンション広告
- スタジオシエル ヘアーカタログ
- スタジオアサヒ 店頭広告
- ファミリア お受験カタログ
- 関西ファミリーウォーカー
- USJ ハロウィンガイドブック
- ROUND1 チラシ
- クチーナ カタログ
- スタッド学習教室 広告
- パナソニック電工 IHクッキングヒーター　カタログ
- フィットネスクラブ コスパ 広告
- セキスイハイム 陰山モデル・デスクカタログ
- USJ 9周年新聞広告
- ナレッジキャピタル PV
- サンクタス大津石山 マンションPV
- 大阪商工会議所 大阪検定 広告(2011年)
- 靴のヒラキ　『ひらきっず』
- まっぷる　『家族でおでかけ夏休み』
- セルフ大西　子供服カタログ
- 大阪商工会議所 大阪検定 広告(2012年)